# Lista över insjöar i Kiruna kommun
Detta är en lista över sjöar i Kiruna kommun baserad på den geografiska positionen vid sjöns utlopp (sjöns utloppskoordinat). Listan är av praktiska skäl uppdelad på flera listor.

## Listor
- Lista över insjöar i Kiruna kommun (1-1000)
- Lista över insjöar i Kiruna kommun (1001-2000)
- Lista över insjöar i Kiruna kommun (2001-3000)
- Lista över insjöar i Kiruna kommun (3001-4000)
- Lista över insjöar i Kiruna kommun (4001-5000)
- Lista över insjöar i Kiruna kommun (5001-6000)
- Lista över insjöar i Kiruna kommun (6001-7000)
- Lista över insjöar i Kiruna kommun (7001-)